# Australopitheciner
Australopitheciner är en undertribus eller klad av homininer som har funnits sedan sen miocen, för 7 miljoner år sedan.
Till australopithecinerna tillhör släktena Sahelanthropus, Ardipithecus, Paranthropus, Australopithecinus och Homo, vilket människorna tillhör.
Endast släktet Homo finns kvar idag - alla andra släktena är utdöda.